# どんぐり (製パン)
株式会社どんぐり（DONGURI）は、北海道札幌市白石区に本社を置く製パンメーカー。および、パンの小売販売店である。

## 概要
「ちくわパン」の発祥企業。惣菜パンに強く、ちくわパン以外にも和風具材を使ったものも多い。揚げ物を挟んだパン、甘い菓子パンの他に、サラダやデザートなども販売している。子供から高齢者まで、広い年齢層の客に支持されている。
店舗ごとに正社員からアルバイトまでが自由にレシピを考案できることが特徴であり、型にはまらないユニークな新商品が生まれることも、特徴の一つである。人気商品は全店で扱われることもあるため、年間に発表される新商品の数は約500種にのぼる。
店名は、開業当初に店頭にあった大きなドングリの木に由来する。

## 沿革
- 1983年10月 - 札幌市豊平区美園美園市場に前身となる「ベーカリーどんぐり」を開業。
- 1989年4月 - 改組、「株式会社どんぐり」を設立。
- 1992年10月 - 現在の地、札幌市白石区南郷通に移転。
- 2020年11月 - 大通店横に「てづくりおむすびの店 どんぐり」を開業。

## 製品

### ちくわパン

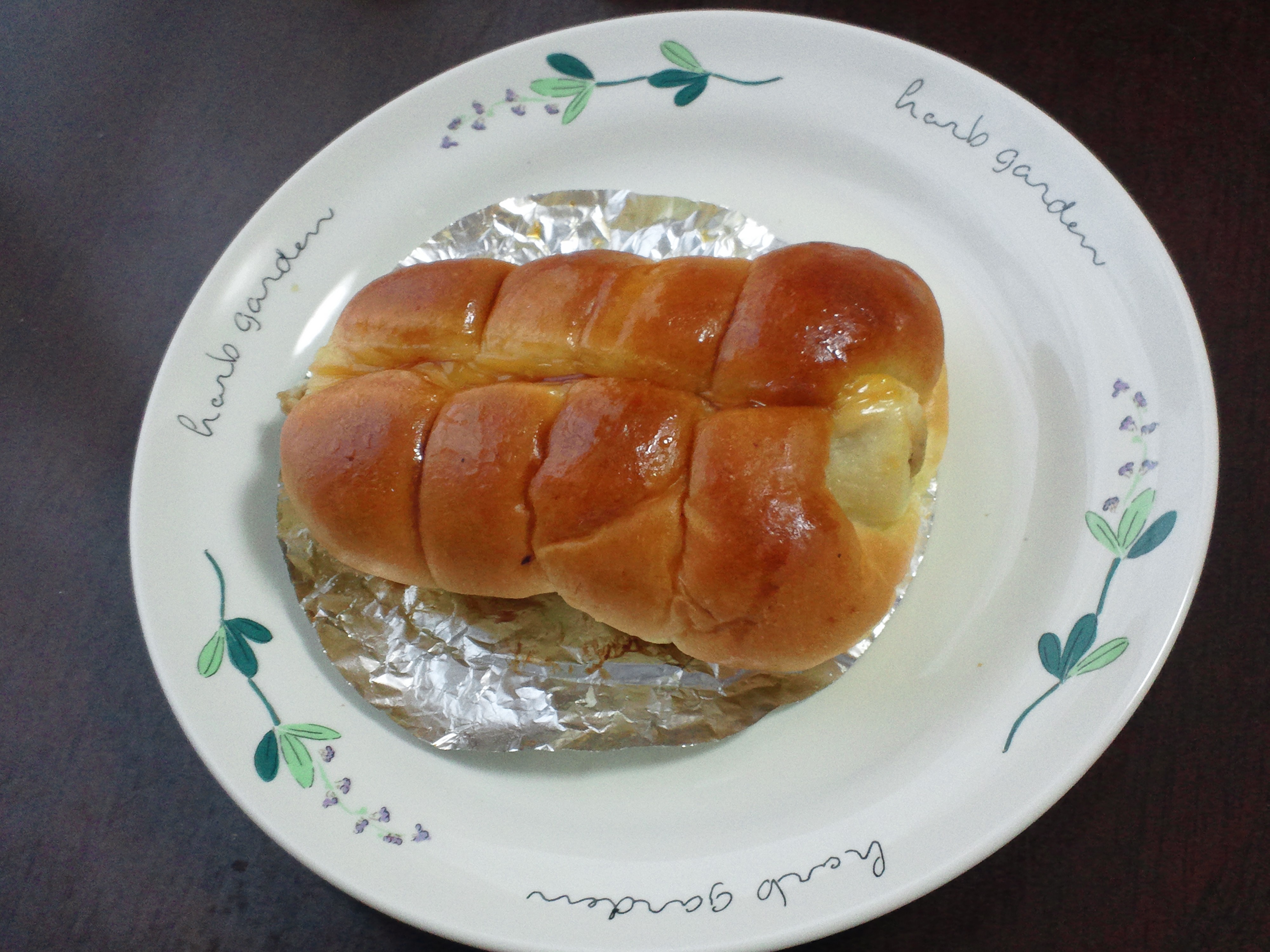
ちくわパン

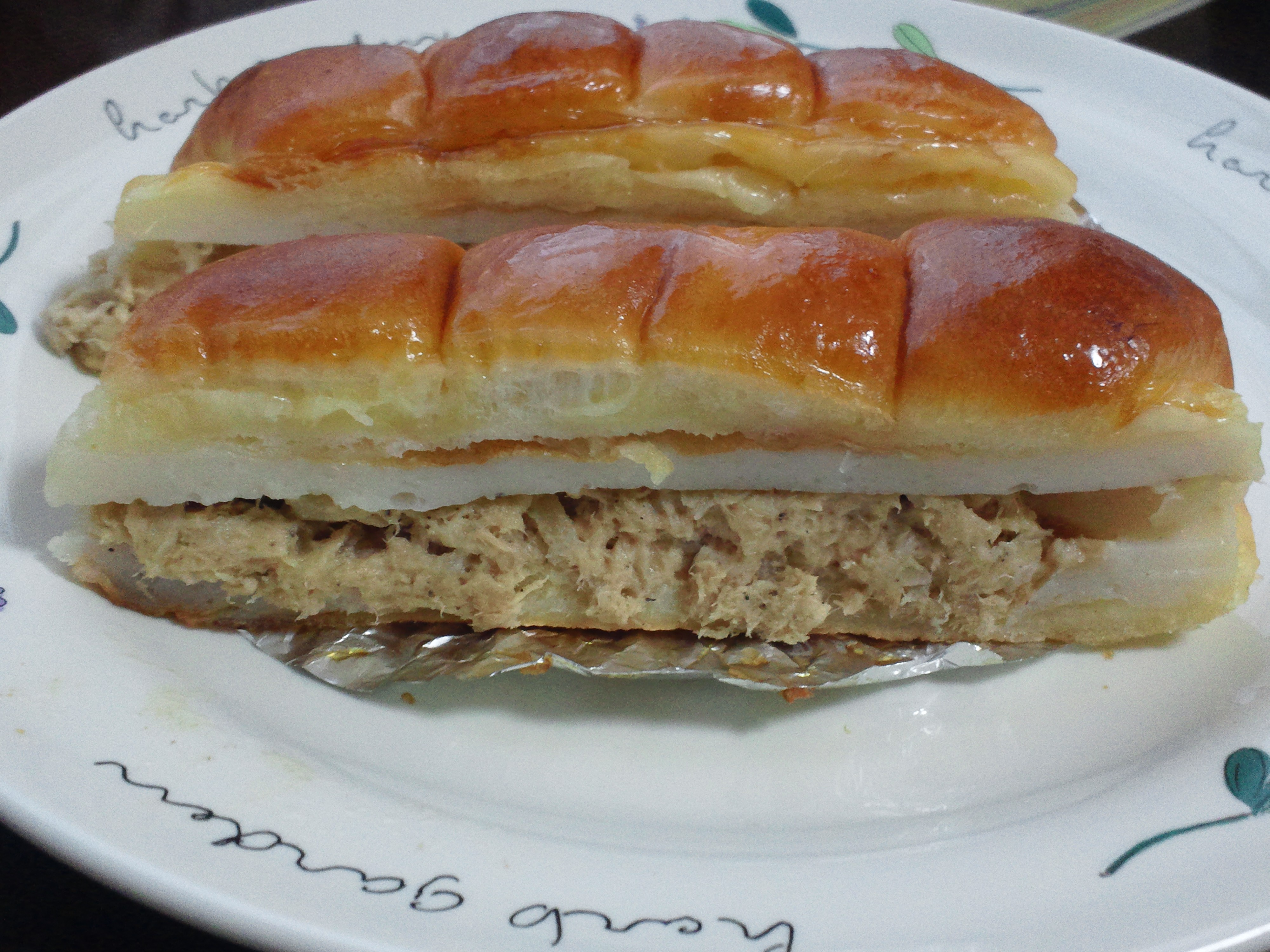
ちくわパン断面図

ちくわパンとは、ちくわの穴にツナマヨサラダ（ツナマヨとタマネギのみじん切りなど）を充填させて、それにパン生地を巻きつけマヨネーズと共に焼き上げた調理パンである。
同社のヒット商品でもある。客の口コミで話題が広がり、テレビの情報番組やワイドショー番組でも取り上げられ、知名度は全国的なものとなった。
発案の由来は、「弁当に入っているちくわをパンに使用したら面白いのでは」という、客のリクエストからである。

## 店舗
すべて北海道。

### 現在
本店
- 札幌市白石区南郷通8丁目南1-7
  - 店舗が手狭なことから2025年5月18日に閉店し6月30日に新店舗の開店を予定している[6]。

新さっぽろ店
- 札幌市厚別区厚別中央2条5丁目7 サンピアザB1F（地下鉄新さっぽろ駅・JR新札幌駅直結）

森林工房（石窯食パン専門店）（旧：森林公園店）
- 札幌市厚別区厚別北4条5丁目1-5

琴似店
- 札幌市西区琴似2条4丁目2-2 イオン札幌琴似店1F（地下鉄琴似駅直結）

西岡店
- 札幌市豊平区西岡3条3丁目4-1 イオン札幌西岡店1F

桑園店
- 札幌市中央区北8条西14丁目28 イオン札幌桑園店1F

大通店・てづくりおむすびの店 どんぐり
- 札幌市中央区大通西1丁目113 ル・トロワ1F

アリオ札幌店
- 札幌市東区北7条東9丁目2-20 アリオ札幌1F

大麻店
- 江別市大麻213-2 ジョイフルエーケー大麻店敷地内

山鼻店
- 札幌市中央区南22条西7丁目1-20 アクロスプラザ南22条敷地内

### 過去
麻生店
- 札幌市北区北39条西4丁目1-5 イオン札幌麻生店B1